# Focke-Wulf Fw 61
Focke-Wulf Fw 61 — одноместный двухвинтовой вертолёт поперечной схемы. Является первым вертолётом, который обладал достаточной устойчивостью на всех режимах полёта и хорошей управляемостью.
Первым полностью управляемым вертолетом стал вертолет Бреге-Дорана в 1935 году, который существенно уступал Fw 61 по характеристикам.

Марка ФРГ 1979 года

## Создание
Разработан конструктором Генрихом Фокке. Совершил первый полёт 26 июня 1936 года. На аппарате устанавливался звёздообразный двигатель Bramo Sh.14A мощностью 119 кВт. Он был помещён в носовой части фюзеляжа и при помощи трансмиссии приводил в движение два смонтированных на выносных консолях трёхлопастных винта, вращавшихся во взаимно противоположных направлениях (заодно таким образом гасилась авторотация). Всего были построены две машины. После ухода Генриха Фокке из компании «Focke-Wulf» и организации 27 апреля 1937 года совместно с лётчиком Gerd Achgelis новой компании «Focke-Achgelis» вертолёт был переименован в Fa 61.

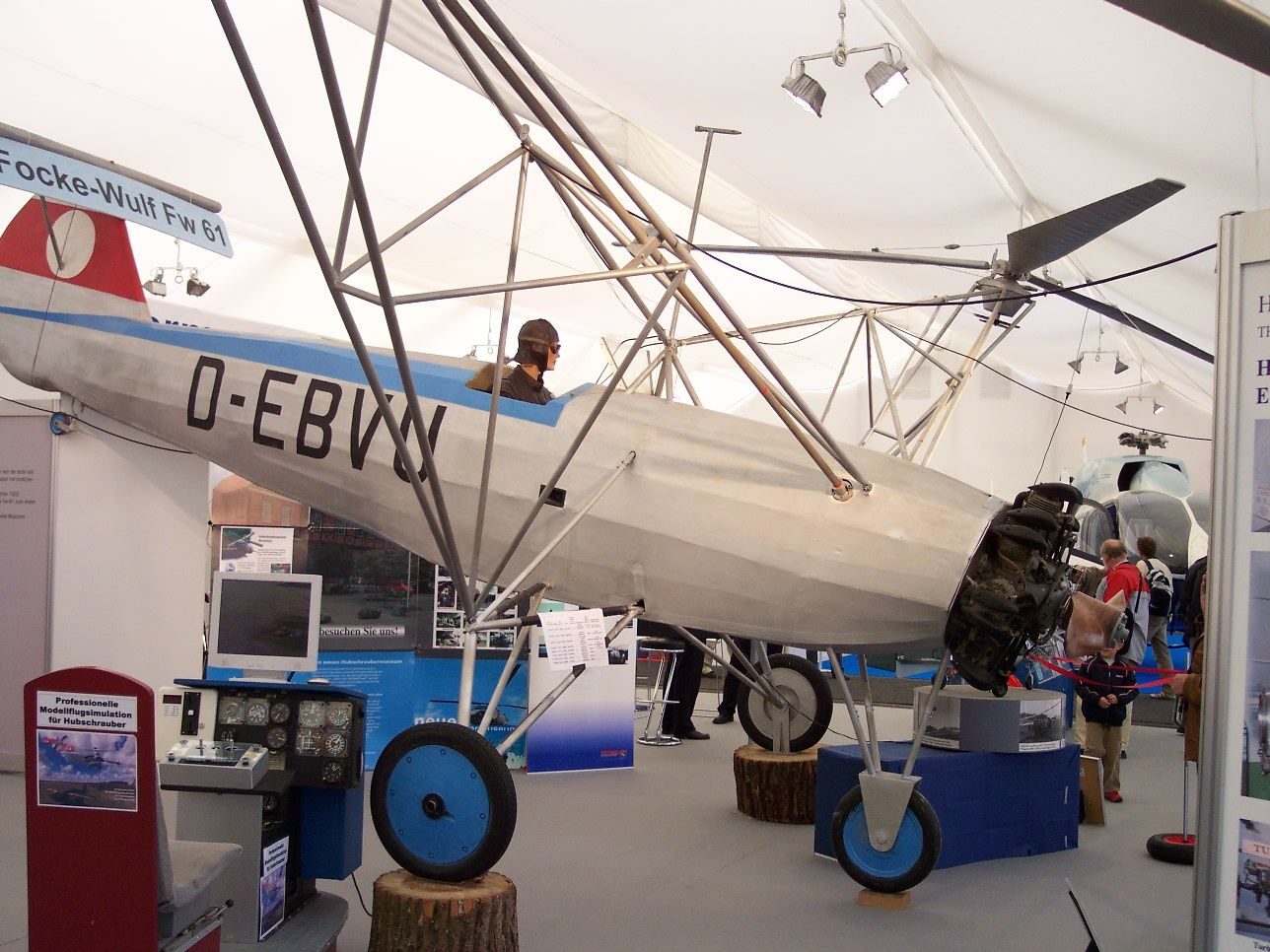
Реплика вертолёта на Берлинском авиасалоне

## Рекорды
25 июня 1937 года была достигнута высота в 2440 м (8000 футов). Вертолёт оставался в воздухе в течение 1 часа 20 минут 49 секунд. Эвальд Рольфс 26 июня 1937 года установил рекорд скорости при полете по замкнутому маршруту — 122,55 км/час (76,15 миль/час), а также рекорд дальности полета по прямой — 16,4 км (10,19 мили) и рекорд дальности при полёте по замкнутому маршруту — 80,6 км (59,09 мили).

## Тактико-технические характеристики
- Экипаж: 1 человек.

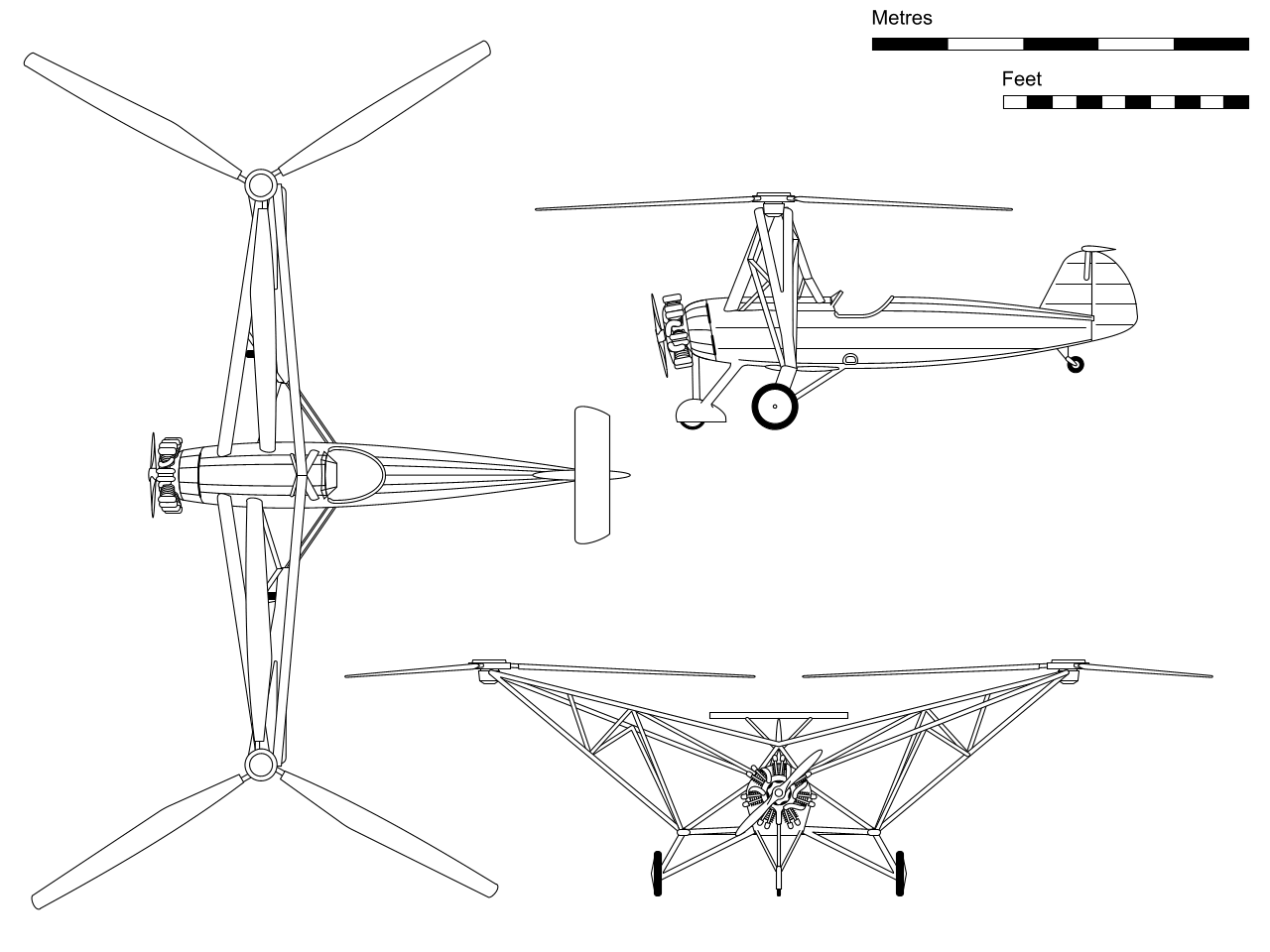
Ортографическая проекция Focke-Wulf Fw 61 V2

- силовая установка: один 7-цилиндровый ПД Bramo Sh.14A мощностью 119 кВт.
- диаметр несущих винтов: 7.0 м,
- длина: 7.3 м,
- высота: 2.65 м, взлётный вес: 950 кг, вес пустого: 800 кг, максимальная скорость: 112 км/ч,
- крейсерская скорость: 100 км/ч,
- динамический потолок: 2620 м,
- дальность полёта: 230 км.